# Loris Capirossi
Loris Capirossi (* 4. dubna 1973, Castel San Pietro Terme, Bologna, Itálie) je italský motocyklový závodník.

## Závodní kariéra

### V sedmnácti mistrem
Loris Capirossi vletěl na světovou motocyklovou scénu jako blesk. Svoji kariéru ve světovém šampionátu silničních motocyklů odstartoval v roce 1990 na stroji Honda a hned při své premiérové sezóně vybojoval mistrovský titul v kategorii do 125 cm³. Ve stejné kubatuře závodil i v sezóně následující a titul světového šampióna dokázal obhájit.

### Loris ve 250cm³
Od roku 1992 do roku 1994 už Loris závodil v kubatuře do 250 cm³. Během první sezóny se v silnější kubatuře teprve zaučoval a po většinu sezóny se pohyboval na pozicích okolo desátého místa. Nejlépe dojel pátý, a to v posledním závodě sezóny v Jihoafrické republice. V následujících dvou sezónách už ale opět patřil ke špičce startovního pole. V obou ročnících se dostal do vedení v šampionátu, ale ani jednou se mu nepodařilo udržet první pozici do konce sezóny. V roce 1993 skončil druhý, v sezóně následující obsadil místo třetí.

### Loris v 500cm³
Rok 1995 znamenal pro Itala přestup do královské kubatury – tenkrát o objemu do 500 cm³. Loris se ve většině závodů pohyboval na předních pozicích, ale na stupně vítězů se mu podařilo probojovat jen jednou – 3. místo v posledním závodu sezóny v Katalánsku. Celkově skončil šestý a získal titul Nováček roku. Že se Lorisovi daří v posledních závodech sezóny potvrdil v roce 1996, když na stroji Yamaha získal své první vítězství v nejsilnější třídě, v závodu v Austrálii. Tím však neodčinil své slabší výkony z průběhu sezóny a následoval tak návrat do třídy 250 cm³.

### Kontroverzní titul
Ve dvěstěpadesátkách získal Capirossi svůj třetí mistrovský titul. Podařilo se mu to v sezóně 1998. V očích mnoha fanoušků si však paradoxně pohoršil. Titul totiž vybojoval po velmi diskutabilním předjížděcím manévru ve Velké ceně Argentiny. Loris tehdy sváděl souboj se svým rivalem v boji o titul a zároveň týmovým kolegou ze stáje Aprilia Tecujou Haradou. Japonec vedl až do poslední zatáčky posledního kola, v ní do něj zezadu Capirossi vrazil, oba skončili v ochranném kačírku, ale Loris se stihnul záhy vrátit na trať, závod dokončil na druhém místě a titul tak byl jeho. Tento incident se však vůbec nelíbil šéfům Aprílie a Loris byl po sezóně propuštěn.
V sezóně 1999 se Loris vrátil po několika letech na Hondu. Dokázal s ní vyhrát tři závody a celkové třetí místo. Vysloužil si tak pozvánku zpět do královské třídy.

### Zpět v nejsilnější třídě
Za tři roky na motocyklu Honda se dokázal Loris 15x postavit na stupně vítězů, z toho jednou na stupínek nejvyšší.

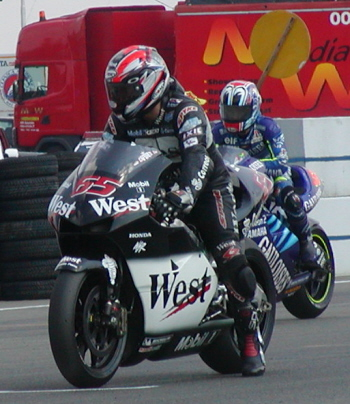
Capirex 2002

### V sedle Ducati
Pro rok 2003 si Capirossiho pro svůj nový projekt vybrala továrna Ducati, která se rozhodla po úspěších v závodech superbiků vstoupit i do prestižnější třídy MotoGP. Slibný čtyřtakt Desmosedici pod kapotou skrýval obrovskou sílu, ale byl nesmírně náročný na ovládání. Lorisovi však tato kombinace seděla a v sezóně získal jedno vítězství a dalších pět umístění na stupních vítězů, celkově skončil čtvrtý. V dalších čtyřech letech na rudém stroji vybojoval celkem 17 stupňů vítězů, z toho šest prvních míst. Nejúspěšnější sezónu na italském stroji prožil v roce 2006, když skončil celkově třetí. Pro rok 2008 se Loris Capirossi upsal stáji Suzuki.

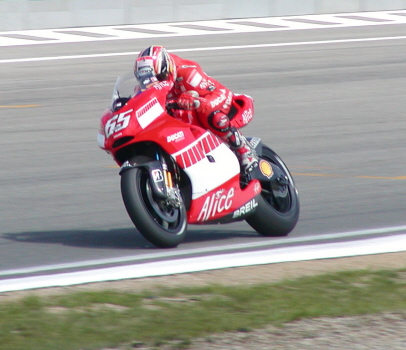
Capirex 2006

## Osobní život
Capirossi jako trvalé bydliště uvádí Monako. Rád si pochutná na pizze, těstovinách a zmrzlině. Oblíbené pití je víno a voda. Rád poslouchá pop music a country. Z filmové nabídky upřednostňuje akční filmy. Loris je ženatý s Ingrid a 2. 4. 2007 se jim narodil syn Riccardo.

## Zajímavosti
- V roce 2008 nastoupil Capirossi ke své 277 GP a překonal tím rekord Alexe Barrose v počtu startů v rámci mistrovství světa silničních motocyklů.
- Capirossi drží rekord jako nejdéle vítězící jezdec v historii GP. Prvního vítězství dosáhl v GP Velké Británie 125 cm³ a po více než 17. letech zatím naposledy zvítězil v Japonsku 2007.
- Ve dvaceti sezónách se pouze jednou umístil mimo první desítku v celkovém pořadí.
- Jeho premiérový úspěch na Ducati v roce 2003 byl prvním vítězstvím italského jezdce na italském motocyklu v nejsilnější třídě od vítězství Giacoma Agostiniho na MV Agustě v roce 1976.

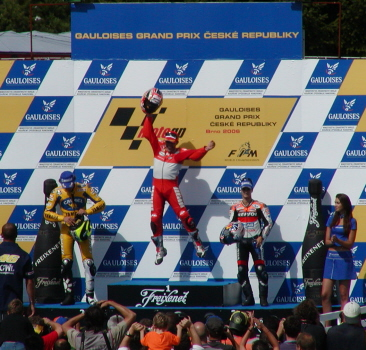
Capirossi (2006)

- Loris má přezdívku Capirex.

## Statistiky v Grand Prix
| Sezóna | Třída  | Motocykl      | Závody | Vítězství | Pódia | Pole position | Nejrychlejší kola | Body | Umístění | Světový šampión |
| ------ | ------ | ------------- | ------ | --------- | ----- | ------------- | ----------------- | ---- | -------- | --------------- |
| 1990   | 125cc  | Honda RS125   | 14     | 3         | 8     | 0             | 0                 | 182  | 1        | 1               |
| 1991   | 125cc  | Honda RS125   | 13     | 5         | 12    | 5             | 4                 | 200  | 1        | 1               |
| 1992   | 250cc  | Honda RS250   | 13     | 0         | 0     | 0             | 0                 | 27   | 12       | -               |
| 1993   | 250cc  | Honda RS250   | 14     | 3         | 7     | 7             | 5                 | 193  | 2        | -               |
| 1994   | 250cc  | Honda RS250   | 14     | 4         | 9     | 5             | 5                 | 199  | 3        | -               |
| 1995   | 500cc  | Honda NSR500  | 12     | 0         | 1     | 0             | 0                 | 108  | 6        | -               |
| 1996   | 500cc  | Yamaha YZR500 | 15     | 1         | 2     | 0             | 0                 | 98   | 10       | -               |
| 1997   | 250cc  | Aprilia RS250 | 14     | 0         | 3     | 1             | 2                 | 116  | 6        | -               |
| 1998   | 250cc  | Aprilia RS250 | 14     | 2         | 9     | 8             | 3                 | 224  | 1        | 1               |
| 1999   | 250cc  | Honda RS250   | 15     | 3         | 9     | 2             | 3                 | 209  | 3        | -               |
| 2000   | 500cc  | Honda NSR500  | 16     | 1         | 4     | 1             | 1                 | 154  | 7        | -               |
| 2001   | 500cc  | Honda NSR500  | 16     | 0         | 9     | 4             | 1                 | 210  | 3        | -               |
| 2002   | MotoGP | Honda NSR500  | 14     | 0         | 2     | 0             | 0                 | 109  | 8        | -               |
| 2003   | MotoGP | Ducati GP3    | 16     | 1         | 6     | 3             | 1                 | 177  | 4        | -               |
| 2004   | MotoGP | Ducati GP4    | 16     | 0         | 1     | 0             | 1                 | 117  | 9        | -               |
| 2005   | MotoGP | Ducati GP5    | 15     | 2         | 4     | 3             | 1                 | 157  | 6        | -               |
| 2006   | MotoGP | Ducati GP6    | 17     | 3         | 8     | 2             | 5                 | 229  | 3        | -               |
| 2007   | MotoGP | Ducati GP7    | 18     | 1         | 4     | 0             | 0                 | 166  | 7        | -               |
| 2008   | MotoGP | Suzuki GSV-R  | 16     | 0         | 1     | 0             | 0                 | 118  | 10       | -               |
| 2009   | MotoGP | Suzuki GSV-R  | 17     | 0         | 0     | 0             | 0                 | 110  | 9        | -               |
| Celkem |        |               | 299    | 29        | 99    | 41            | 32                | 3103 |          | 3               |